# Stöckse
Stöckse là một đô thị ở huyện huyện Nienburg, trong bang Niedersachsen, nước Đức. Đô thị Stöckse có diện tích 38,57 km². Đô thị này nằm ở rừng "Krähe" giữa Langendamm và Steimbke. Dân số thời điểm 31 tháng 12 năm 2006 là 31.638 người.